# Cabanne's Trading Post
Cabanne's Trading Post foi um entreposto comercial norte-americano, criado pela American Fur Company, também conhecido como Fort Robidoux em homenagem ao caçador de peles Joseph Robidoux. O forte estava localizadao onde hoje fica Dodge Park em North Omaha, Nebraska.